# Norbert Bosset
Norbert Bosset (Avenches, 14 augustus 1883 - Lausanne, 17 november 1969) was een Zwitsers advocaat en politicus voor de Vrijzinnig-Democratische Partij (FDP/PRD) uit het kanton Vaud.

## Biografie
Norbert Bosset was de zoon van een dierenarts. Hij studeerde rechten in Lausanne, München en Parijs. In 1908 behaalde hij een doctoraat, waarna hij van 1911 tot 1922 als advocaat was gevestigd in zijn geboorteplaats Avenches.
Van 1908 tot 1922 zetelde hij in de Grote Raad van Vaud. Tussen 1915 en 1920 was hij bovendien burgemeester (syndic) van Avenches. In 1922 verliet hij zowel zijn functie van advocaat als die van kantonnaal parlementslid toen hij lid werd van de Staatsraad van Vaud, de kantonnale regering, waarbinnen hij bevoegd werd voor Binnenlandse Zaken. In 1946 kwam er een einde aan zijn mandaat in de Staatsraad.
Bij de federale parlementsverkiezingen van 1928 werd Bosset verkozen in de Kantonsraad, waar hij vanaf 3 december 1928 zou zetelen. In de Kantonsraad volgde hij partijgenoot Henri Simon op. Tussen 7 december 1942 en 5 december 1943 was hij bovendien voorzitter van de Kantonsraad. Op 30 november 1947 eindigde zijn mandaat.

## Trivia
- Bosset was vrijmetselaar.
- Hij was een neef van Fritz Bosset.